# Pod Szosą (Bodzechów)
Pod Szosą – część wsi Bodzechów w Polsce, położona w województwie świętokrzyskim, w powiecie ostrowieckim, w gminie Bodzechów.
W latach 1975–1998 Pod Szosą administracyjnie należało do województwa kieleckiego.